# Axel Nilsson (konstnär)
Karl Gustaf Axel Nilsson, född 7 juli 1889 i Ardre socken, Gotlands län, död 29 december 1980 i Stockholm, var en svensk målare och grafiker. Han räknas tillsammans med bland andra Hilding Linnqvist och Eric Hallström till de stora naivisterna från tiden kring 1910–1920-talen och anses som en av de stora stockholmsskildrarna under 1900-talet. Nilsson benämns som lyrisk naivist, tillhörde Smeduddskolonin, var medlem i Färg och Form och knuten till Gösta Olson på Svensk-franska konstgalleriet. 

## Biografi
Nilsson började som skylt- och dekorationsmålare i Stockholm innan han kom in på Konstakademien 1910. Jämte Alf Munthe, Fritiof Schüldt och Hilding Linnqvist revolterade han 1912 mot akademiundervisningen och sökte en annan utbildningsväg än den obligatoriska. Linnqvist har berättat härom i sin Nilsson-monografi från 1935, som begynner med ingenting mindre än citat ur Nietzsches Also sprach Zarathustra, en naturlig stimulans för den unga generation som nu önskade bryta sin egen väg. Det intima intrycket de skapade var ett avståndstagande från den akademiska konsten. 
Från tiden 1910–1915 bevaras bland annat några stockholmsmotiv, som "Höstmotiv från Karlbergssjön" och en stor målning från Kastellholmen 1914 i dunkel helhetston erinrande om Karl Nordström men även om den bundna färgglöden hos Ernst Josephson, vilken då både genom koloriten och den från naturalismen frikopplade teckningen mäktigt tilltalade de unga. De fyra krigsårens isolering riktade även Axel Nilssons blickar på det som fanns av stimulerande värde inom landets gränser. Under krigsåren sysslade Nilsson - till omväxling med envisa kroki- och stillebenstudier i ett av honom och kamraterna förhyrt utrymme i Klara folkskola - mest med att teckna och måla akvareller, däribland flera med stockholmsmotiv. En akvarell "Hjorthagen" 1918 med magasin, järnvägståg och förstadshus ger en variation av den trista förortsskildringen. Dessutom var han 1917–1920 periodvis medhjälpare åt dekorationsmålaren Paul Jonze.
1917 vandrade konstnären Alf Munthe förbi Smedsudden på södra Kungsholmen och tjusades av platsen och bebyggelsen som då ägdes av ingenjören i patentverket, Pierre Kreüger. Munthe tog kontakt med Kreüger och sommaren därpå kom han tillsammans med Intimisterna att hyra den så kallade Sjövillan. Den lilla konstnärskolonin kom i början att bestå av Gotthard Widing, Alf Munthe, Torsten Palm, Victor Axelson och skulptören Ivar Johnsson. Den idylliska omgivningen i utkanten av Stockholm blev deras främsta motiv. Utsikten var magnifik, tvärs över sundet av Mälaren möter blicken den lummiga Långholmen, mot väst var sikten fri mot Essingeöarna och Kungshatt och in mot staden låg Riddarfjärden öppen med Norrmälarstrands skjulbebyggelse med garveri-, kasern- och sjukhustomter ända ner till vattnet. 
1920 blev två unga konstnärer, Axel Nilsson och Fritiof Schüldt, genom Widing erbjudna att hyra två rum och kök på övre plan i Sjövillan som vid denna tid var rätt förfallen, dragig och med spår av tidens tand. Smedsuddsmåleriet blev tröskeln för Axel Nilsson till något nytt och såväl perioden som miljön fick avgörande betydelse för hans fortsatta konstnärskap. Idyllen här blev för honom som för de andra kolonisatörerna en god utlösare av bunden energi. Produktiviteten tog fart och hans karaktäristiska realistiska måleri utvecklades. Nu tillkom en rad målningar i vilka smedsuddsnaturen liksom fick en ny fysionomi, kanske en aning bistrare än förut. Hans måleri fick ny lyskraft efter den första utlandsresan, som gick till Italien 1922–1924. Samtidigt utvecklades han i en mer nysaklig stil med landskap, stilleben och porträtt som främsta motiv. I mitten av 1920-talet gjorde Axel Nilsson sin ”tour de force” i Frankrike och en rad idag berömda verk tillkom. 
Åter hemma i Sverige igen blir Stockholm och den närmaste miljön hans motiv. Trakten mellan Fridhemsgatan och Stadshagen var fyllt av industrier och arbetarbostäder och motiven fann Axel Nilsson nere vid vattnet och längs stränderna där staden höll på att förvandlas. I hans förtätade Stockholmsskildringar där svunna tider väcker nyfikenhet hos dagens betraktare ges en bild av Stockholm som idag är både bortbyggd och glömd. Smedsudden, den lilla idyllen i stadens utkant, hade förstås fortfarande en stor plats i hans hjärta och dit sökte han sig ofta för att skildra de pittoreska plank, pensionerade båtar, dekanterade skjul och äldre hus i reparationsbehövligt skick, som man kunde se av Smedsudden från landsidan. Idag är Smedsudden fortfarande en idyll en vacker höstdag, men helt införlivad i staden.
Under 1920-talets senare hälft hade Axel Nilsson skiftande ateljéer i Stockholm. En tid målade han i ett vindsrum, som Fritz H. Eriksson upplät i sin lägenhet vid Valhallavägen åt sina konstnärsvänner. Omkring 1930 höll han till i Althins gamla målarskola på Grevgatan. Den ädelt utstofferade ytan hade varit ett viktigt mål för Nilsson under 1920-talet. Utan att släppa detta mål ur sikte eller pruta av på sin sanningslidelse, som alltid varit särskilt betecknande för konstnären, gick han under 30-talet mot en monumentalare uppläggning och en kraftigare markerad penselskrift. Till Kungsholmsstrand flyttade han 1933 och här vidtog nu en period med träget studium av utsikten mot Karlbergsområdet, kanalen och slottet. De många Karlbergsutsikterna utgör i flera avseenden en motsvarighet till Linnqvists samtida och lika talrika utsikter från Kornhamnstorg. De hade nu båda kommit över arbetslokaler med möjlighet till hänförande utblickar och utnyttjade dem också till det yttersta. Och båda hade från ett temporärt intresse för bildens detaljslipning och nästan miniatyrartiga formgivning övergått i en bredare målerisk framställning, var för sig dock lika personligt engagerade i egna problem. Hos Nilsson möter vi alltjämt en strävare uppsyn. Han ger monumentalt enkla och strama bilder av vattnet vid Kungholmsstrand med Karlbergs slott i fonden liksom av stranden i motsatt riktning åt S:t Eriksbron till. 
Mellan 1930-talets första Kungsholmsstrands- och Karlbergsutsikter och de för Marabou utförda vedutorna på 1940-talet ligger ett stort antal andra stockholmsmotiv av hög kvalité. I Moderna museet bevaras två utsikter från Karlberg, omutligt äkta i sin dokumentation och samtidigt djupt uttrycksfulla som kompositionellt och koloristiskt genomförda konstverk. Hela årets skiftande stämningar återges i hans målningar, och han tar ofta upp samma motiv i en ny årstids dräkt och belysning. I stockholmsbilderna under 40-talet fortsatte Axel Nilsson att ytterligare fördjupa sin uppfattning. Ett visst svårmod kan ibland göra sig gällande i dessa ärliga, fränt uppriktiga skildringar, som avstår från alla lättvunna effekter. Han delar med Linnqvist att aldrig slå sig till ro i bekväm upprepning. I ett brev till Gotthard Widing 1950 bekänner han: "Man tycker ju alltid att man är i läroåren…" Han representerar gruppen Färg och Form.
Nilsson är representerad på Nationalmuseum, Moderna museet, Norrköpings konstmuseum, Göteborgs konstmuseum, Malmö museum, Kalmar konstmuseum, Nasjonalmuseet for kunst, arkitektur og design i Oslo och Waldemarsudde.